# 右心房压
右心房压是心脏右心房的血压。 右心房压的高低能直观反映返回心脏的血液量的大小以及心脏将血液泵入动脉系统的能力的高低。 

## 与中心静脉压的关系
在通常情况下，右心房压通常与中心静脉压应该保持着几乎相同的水平 。尽管如此，由于一些疾病会导致腔静脉和右心房之间存在较大压差，这两个术语并不能被混用。除此之外，当静脉张力（即静脉收缩程度）改变时，中央静脉压和右心房压也会有所不同。从生理学上来说，静脉回流也必须在中央静脉压高于右心房压的情况下才能达成。若中央静脉压和右心房压完全相同，血液也无法从静脉回流入心脏了。

## 影响因素
一些会导致右心房压升高的因素包括：
- 容量过载
- 呼气过于用力
- 张力性气胸
- 心脏衰竭
- 胸腔积液
- 心输出量减少
- 心脏压塞
- 机械通气和呼气末正压 (PEEP) 的应用
- 肺动脉高压
- 肺栓塞
- 左向右分流房间隔缺损

除此之外，一些会导致右心房压下降的因素包括：
- 血容量不足
- 深呼吸
- 分布性休克